# 星舰

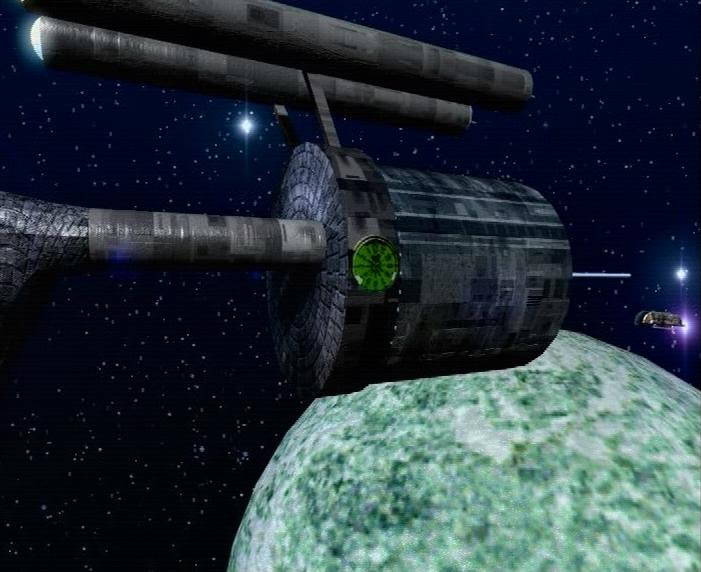

星舰是一种尚處於理論階段，用来作恆星际旅行的交通工具，而一般用来做太陽系行星間或軌道飛行的機具称为航天器。嚴格上星艦是要有人駕駛，並且能夠以不超過壽命期間，到達目的地恆星系。
星舰一詞目前来说还只是出现在科幻小说裡，现实中人類还没有創造出真正可以進行星際旅行的機具。
雖然航海家和先鋒計劃的探測艇已經離開冥王星軌道，但通常不認為它們是「星艦」，首先因為它們無動力也無人操作，而且其速度需要上萬年才能夠真正離開太陽系邊緣奧特雲，這意味著到達其他恆星系時（約數萬年後）儀器壽命相信已盡。
然而，太空探險工程界已經開始以現代科技或在不久的將來可以實現的科技，著手進行數個星艦的先期設計和可能性研究，相關的研究計劃可以參考代达罗斯计划、猎户座计划以及Longshot計劃。

## 科幻小說中星艦的類型
科幻小說中星艦的動力來源多半為超光速推進的引擎（例如：曲速引擎），或者皆由穿越超空間的技術來達到超越光速的速度。
其他在不違背相對論的設計，有的星艦則是以接近或低於光速的速度進行星際旅行，通常這樣的星艦需要利用冷凍睡眠，或是需要多個世代飛行員以在太空船中生活的方式進行。
- 配備冷凍睡眠艙的星艦，將成員予人工冬眠長期在太空中飛行
- 世代飛船（宇宙都市式飛船），成員將長期居住在星艦上面，不但需要駕駛星艦也需要進行生育下一世代的飛行員，當到達目的地時，星艦的飛行員將是出發時飛行員的後代子孫。
- 相對論對高速亞光速飛船而言影響重大，這樣的星艦將是以接近光速的速度飛行，然而飛行員在星艦上面流逝的時間，相對於飛船外的時間座標系來說，流動極慢。理論上，星艦的內部航行時間參照系，甚至可使船員在正常壽命內，即可抵達外界宇宙的末日。

值得注意的如果假設不以地球或太陽系為基地，而以恆星間距離較近(短於一光年)的話，亞光速的星艦的實現可能性很高。但都屬於和現實地球無關的科幻假想。或者在極遠的未來人類可望以遠離地球的高密度恆星區出發，作跳島式的探索和移民活動。這類科幻作品屬於少數派，如五星物語的究加人的世界。